# Subkhiddin Mohd Salleh
Subkhiddin Mohd Salleh (ur. 17 listopada 1966) - malezyjski sędzia piłkarski, który obecnie mieszka w Parit Buntar.